# David Belhumeur
David Belhumeur (ur. 25 września 1970) – kanadyjski narciarz, specjalista narciarstwa dowolnego. Jego najlepszym wynikiem na mistrzostwach świata jest 4. miejsce w kombinacji na mistrzostwach w La Clusaz oraz 4. miejsce w skokach akrobatycznych na mistrzostwach w Iizuna. Nie startował na igrzyskach olimpijskich. Brał także udział w igrzyskach w Calgary, gdzie zajął trzecie miejsce, jednak skoki akrobatyczne były tam jedynie dyscypliną pokazową. Najlepsze wyniki w Pucharze Świata osiągnął w sezonie 1993/1994, kiedy to zajął 2. miejsce w klasyfikacji generalnej, a w klasyfikacji kombinacji był pierwszy. W sezonach 1991/1992 i 1995/1996 był drugi w klasyfikacji generalnej oraz w klasyfikacji kombinacji. Ponadto w sezonie 1994/1995 zajął trzecie miejsce w klasyfikacji generalnej.
W 2002 r. zakończył karierę.

## Sukcesy

### Mistrzostwa Świata
| Miejsce | Dzień     | Rok  | Miejscowość | Konkurencja        | Zwycięzca         |
| ------- | --------- | ---- | ----------- | ------------------ | ----------------- |
| 4.      | 16 lutego | 1995 | La Clusaz   | Kombinacja         | Trace Worthington |
| 13.     | 17 lutego | 1995 | La Clusaz   | Balet narciarski   | Rune Kristiansen  |
| 4.      | 9 lutego  | 1997 | Iizuna      | Skoki akrobatyczne | Nicolas Fontaine  |
| 6.      | 13 lutego | 1999 | Meiringen   | Skoki akrobatyczne | Eric Bergoust     |

#### Miejsca w klasyfikacji generalnej
- 1990/1991 – 47.
- 1991/1992 – 2.
- 1993/1994 – 2.
- 1994/1995 – 3.
- 1995/1996 – 2.
- 1996/1997 – 17.
- 1997/1998 – 22.
- 1998/1999 – 19.
- 1999/2000 – 13.
- 2000/2001 – 22.
- 2001/2002 — —

#### Miejsca na podium
1. Hundfjället – 23 marca 1991 (Kombinacja) – 3. miejsce
2. Zermatt – 12 grudnia 1991 (Kombinacja) – 3. miejsce
3. Whistler Blackcomb – 12 stycznia 1992 (Kombinacja) – 3. miejsce
4. Breckenridge – 19 stycznia 1992 (Kombinacja) – 2. miejsce
5. Lake Placid – 25 stycznia 1992 (Kombinacja) – 2. miejsce
6. Oberjoch – 2 lutego 1992 (Kombinacja) – 1. miejsce
7. Inawashiro – 1 marca 1992 (Kombinacja) – 2. miejsce
8. Altenmarkt – 14 marca 1992 (Kombinacja) – 2. miejsce
9. Madarao – 5 marca 1992 (Kombinacja) – 3. miejsce
10. Madarao – 8 marca 1992 (Kombinacja) – 3. miejsce
11. Whistler Blackcomb – 9 stycznia 1994 (Kombinacja) – 1. miejsce
12. Breckenridge – 16 stycznia 1994 (Kombinacja) – 3. miejsce
13. Lake Placid – 22 stycznia 1994 (Kombinacja) – 2. miejsce
14. Le Relais – 30 stycznia 1994 (Kombinacja) – 1. miejsce
15. La Clusaz – 4 lutego 1994 (Kombinacja) – 2. miejsce
16. Hundfjället – 9 lutego 1994 (Kombinacja) – 1. miejsce
17. Altenmarkt – 5 marca 1994 (Kombinacja) – 3. miejsce
18. Hasliberg – 13 marca 1994 (Kombinacja) – 2. miejsce
19. Tignes – 17 grudnia 1994 (Kombinacja) – 3. miejsce
20. Whistler Blackcomb – 8 stycznia 1995 (Kombinacja) – 3. miejsce
21. Le Relais – 21 stycznia 1995 (Kombinacja) – 3. miejsce
22. Lake Placid – 28 stycznia 1995 (Kombinacja) – 3. miejsce
23. Oberjoch – 4 lutego 1995 (Kombinacja) – 3. miejsce
24. Altenmarkt – 9 lutego 1995 (Balet narciarski) – 3. miejsce
25. Kirchberg – 24 lutego 1995 (Kombinacja) – 2. miejsce
26. Lillehammer – 5 marca 1995 (Kombinacja) – 3. miejsce
27. Hundfjället – 10 marca 1995 (Kombinacja) – 2. miejsce
28. Tignes – 9 grudnia 1995 (Skoki akrobatyczne) – 2. miejsce
29. Breckenridge – 20 stycznia 1996 (Kombinacja) – 2. miejsce
30. Mont Tremblant – 25 stycznia 1996 (Kombinacja) – 2. miejsce
31. Mont Tremblant – 28 stycznia 1996 (Kombinacja) – 2. miejsce
32. Kirchberg – 4 lutego 1996 (Kombinacja) – 1. miejsce
33. Hundfjället – 9 marca 1996 (Kombinacja) – 2. miejsce
34. Altenmarkt – 16 marca 1996 (Kombinacja) – 1. miejsce
35. Breckenridge – 26 stycznia 1997 (Skoki akrobatyczne) – 3. miejsce
36. Hundfjället – 14 marca 1997 (Skoki akrobatyczne) – 2. miejsce
37. Piancavallo – 16 grudnia 1997 (Skoki akrobatyczne) – 3. miejsce
38. Breckenridge – 31 stycznia 1998 (Skoki akrobatyczne) – 2. miejsce

- W sumie 6 zwycięstw, 16 drugich i 16 trzecich miejsc.